# Гельфман, Эмануила Григорьевна
Гельфман, Эмануила Григорьевна (род. 19 мая 1948) — доктор педагогических наук, профессор, Почётный работник высшего профессионального образования Российской Федерации.

## Биография

### Образование
Эмануила Гельфман окончила в 1971 году физико-математический факультет ТГПИ (с 1995 года — ТГПУ), в 1982 году окончила аспирантуру МГПИ. В 2004 году защитила докторскую диссертацию.

### Педагогическая деятельность
С 1971 года — ассистент, старший преподаватель, доцент ТГПИ (с 1995 года — ТГПУ), в 2006—2017 годах зав. кафедрой математики, теории и методики обучения математики Томского государственного педагогического университета. Руководитель Межвузовского центра по проблемам интеллектуального развития личности (г. Томск).

### Научная деятельность
В начале 1980-х годов в ТГПУ сложился коллектив математиков, методистов, учителей, психологов работающий над проблемой «Развитие интеллектуальных возможностей учащихся в процессе преподавания математики». Эмануила Григорьевна — руководитель научного коллектива «Математика. Психология. Интеллект».